# Banca del Sudan del Sud
La banca del Sudan del Sud è la banca centrale dello stato africano del Sudan del Sud.
Le monete e le banconote ufficiali che stampano e coniano è la sterlina sudsudanese.